# Wojciech Papenkowic

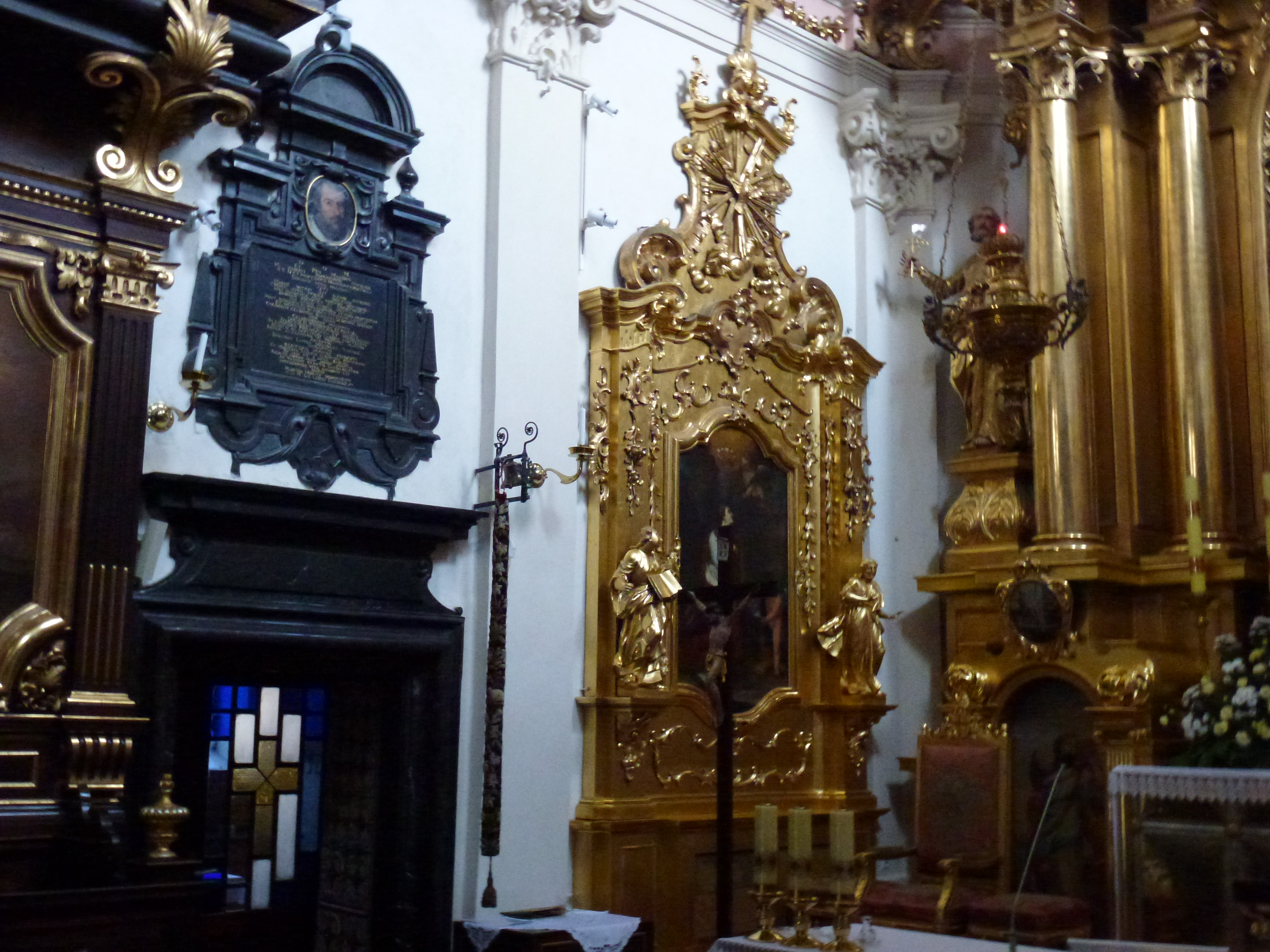
Prezbiterium kościoła św. Floriana z epitafium ku czci Wojciecha Papenkowica nad wejściem do zakrystii

Wojciech Papenkowic (ur. ok. 1613 w Uściu Solnym, zm. 7 stycznia 1681 w Krakowie) – polski profesor teologii, rektor Akademii Krakowskiej w latach 1679, 1680 i 1681.

## Życiorys
Wojciech Papenkowic był synem Wojciecha i bratankiem Jakuba Papenkowica.
Rozpoczął studia na Akademii Krakowskiej w 1626 roku, uzyskał bakalaureat w 1629 roku i mistrzostwo sztuk wyzwolonych w roku 1632. Będąc jeszcze bakałarzem, kierował szkołą św. Anny, a w 1632 roku rozpoczął wykłady na Wydziale Artium jako docent-ekstraneus, pełniąc jednocześnie do roku 1639 obowiązki seniora szkoły Bożego Ciała na Kazimierzu. Na podstawie pracy Questiometaphysica de praeciso entis conceptu złożonej w 1636 roku został w 1641 roku inkorporowany do Kolegium Mniejszego i jednocześnie mianowany dyrektorem kolonii akademickiej w Białej Podlaskiej. Po przeprowadzeniu w 1645 roku dysputy inkorporacyjnej na temat Questio metaphysica de relationis natura, przy poparciu stryja Jakuba, wszedł do Kolegium Większego.
Około 1650 roku piastował szereg stanowisk na Uniwersytecie i w kościele: wykładał na Wydziale Filozoficznym jako profesor „Cursus Vladislaviani”, był prepozytem i skarbnikiem Kolegium Większego (1645–1646), dziekanem Wydziału Artium (1646), kanonikiem św. Anny (1646) i św. Floriana (od 13 grudnia 1649 roku).
W tym czasie, prawdopodobnie od roku 1644, był nauczycielem prywatnym Dymitra Jerzego i Konstantego Krzysztofa Wiśniowieckich, którzy wtedy rozpoczęli naukę w Szkołach Nowodworskich. Przeszedł w 1650 roku na Wydział Teologiczny (po uzyskaniu w tymże roku bakalaureatu teologii), na którym w roku 1658 bronił tezy ogłoszonej drukiem Questio theologica deprocessionibus divinarum personarum.
W czasie potopu szwedzkiego przebywał prawdopodobnie na dworze biskupa płockiego Jana Gembickiego. Po wyzwoleniu Krakowa został prokuratorem Uniwersytetu (1657–1659), podejmując się dzieła uporządkowania gospodarki uczelni po zniszczeniach wojennych.
Prawdopodobnie w latach 1660–1664 przebywał w Rzymie, gdzie uzyskał doktorat na Sapienzie, który w 1666 roku jako „doctor S. Theologiae Romanus” nostryfikował w Krakowie, na podstawie ogłoszonej drukiem dysertacji De relationibus divinarum personarum.
W tymże roku 1666, po śmierci Mikołaja Sulikowskiego objął katedrę teologii, został również powołany na stanowisko bibliotekarza Kolegium Większego, a w latach 1665–1676 był prowizorem Bursy Starnigielskiej, w roku 1669 reprezentował Uniwersytet Krakowski na sejmie elekcyjnym w Warszawie.
Po raz pierwszy wybrano go na rektora w zimowym półroczu 1679/80, piastował tę godność jeszcze dwukrotnie: w letnim półroczu 1680 i zimowym półroczu 1680/1.
Zmarł w czasie zarazy.